# La revista (programa de televisión)
La revista fue un espacio musical emitido por la 1 de TVE en la temporada 1995-1996, producido por José Luis Moreno.

## Formato
Como 10 años antes en la misma cadena se había hecho con el espacio La comedia musical española, de Fernando García de la Vega, se representaron las muestras más destacadas del género conocido como Revista musical española.

## Obras representadas
- Las de Villadiego (21 de septiembre de 1995)
  - Arantxa del Sol
  - Fedra Lorente
  - Alfonso Lussón
  - Silvia Gambino
  - Alfonso del Real
- La blanca doble (28 de septiembre de 1995)
  - Loreto Valverde
  - María Kosty
  - Francisco Cecilio
  - Manolo Royo
- ¡A vivir del cuento! (5 de octubre de 1995)
  - Quique Camoiras
  - Silvia Gambino
  - María José Nieto
  - Manolo Codeso
- ¡Cinco minutos nada menos! (10 de octubre de 1995)
  - María Abradelo
  - Alfonso Lussón
  - Silvia Gambino
- El águila de fuego (26 de octubre de 1995)
  - María José Cantudo
  - Alberto Closas Jr
  - Juan Carlos Gascón
  - Emilio Linder
  - Miguel de Grandy
- La estrella de Egipto (2 de noviembre de 1995)
  - Bárbara Rey
  - África Pratt
  - Francisco Gavín
  - Andoni Ferreño
  - Alfonso Lussón
  - José Cerro
- Doña Mariquita de mi corazón (9 de noviembre de 1995)
  - María Kosty
  - Miguel de Grandy
- La chacha, Rodríguez y su padre (16 de noviembre de 1995)
  - Antonio de la Fuente
  - Manolo Zarzo
  - Emilio Laguna
  - Blaki
  - María José Nieto
- Si Fausto fuera Faustina (30 de noviembre de 1995)
  - Bárbara Rey
  - Alberto Closas Jr
  - Silvia Gambino
  - Fernando Conde
  - Pepe Ruiz
  - María Mendiola
- Ana María (7 de diciembre de 1995)
  - Silvia Gambino
  - Alberto Closas Jr
- Una rubia peligrosa (14 de diciembre de 1995)
  - Ana Obregón
  - Emilio Laguna
  - Enrique del Pozo
- Las de los ojos en blanco (4 de enero de 1996)
  - Loreto Valverde
  - Manolo Royo
  - Manuel Tejada
  - María José Alfonso
- Feliz Nochevieja,  cariño (11 de enero de 1996)
  - Florinda Chico
  - Francisco Cecilio
  - Silvia Gambino
  - Antonio de la Fuente
  - María José Nieto
  - Alfonso Lussón
  - Paco Calatrava
- Las vampiresas (18 de enero de 1996)
  - Bárbara Rey
  - Alfonso Lussón
  - Mía Patterson
  - Pepe Ruiz
- Piezas de recambio (25 de enero de 1996)
  - María Kosty
  - Emilio Laguna
  - Rosa Valenty
- Las mujeres bonitas (22 de febrero de 1996)
  - Loreto Valverde
  - Raúl Sénder
  - Alfredo Cernuda
  - Manolo Cal
  - Kim Manning
- Vacaciones forzosas (7 de marzo de 1996)
  - Miriam Díaz-Aroca
  - Emilio Laguna
  - José Carabias
  - Manolo Zarzo
  - Alberto Closas Jr.
- Un marido de más (14 de marzo de 1996)
  - María José Nieto
  - Alfonso Lussón
  - Silvia Gambino
  - Manolo Royo
  - Pedro Pablo Juores
  - Pepe Ruiz
- Las alegres cazadoras (21 de marzo de 1996)
  - Loreto Valverde
  - Manolo Royo
  - Piti Sancho
  - María José Alfonso
  - María José Norte
  - Maite Navarrete
  - Manolo Codeso
  - Milagros Ponti
- Yo soy casado, señorita (28 de marzo de 1996)
  - Eva Pedraza
  - Iñaki Miramón
  - Juanito Navarro
  - Paco Calatrava
  - Silvia Gambino
- Vaya noche en el paraíso (4 de abril de 1996)
  - Tino Dávila
- Las insaciables (11 de abril de 1996)
  - Juanito Navarro
  - José Carabias
  - Marta Valverde
  - Alfredo Cernuda
  - Luis Varela
  - Jacqueline de la Vega
- Los inseparables (18 de abril de 1996)
  - Kim Manning
  - Iñaki Miramón
  - Manolo Royo
  - Alfonso Lussón
  - Silvia Gambino
- Llévame dónde tú quieras (25 de abril de 1996)
  - Ana Obregón
  - Albero Closas Jr.
  - Marisa Lahoz
  - Emilio Laguna
- Que me la traigan (2 de mayo de 1996)
  - Loreto Valverde
  - Juanito Navarro
  - Silvia Gambino
- Comunidad de vecinas (9 de mayo de 1996)
  - Manolo Royo
  - Piti Sancho
  - Silvia Gambino
- Yola (16 de mayo de 1996)
  - Eva Pedraza
  - Juanito Navarro
  - Mía Patterson
  - Maite Navarrete
  - Josele Román
  - Emilio Laguna
  - Alfonso Lussón
- Las de armas tomar (23 de mayo de 1996)
  - María José Nieto
  - María Kosty
  - Juanito Navarro
  - Pepe Ruiz
  - Luis Varela
  - Pedro Pablo Juárez
  - Maite Navarrete
  - Piti Sancho
  - Alfredo Cernuda
- Qué lata ser millonario (30 de mayo de 1996)
  - Eva Pedraza
  - Manolo Royo
  - Silvia Gambino
  - Queta Claver
  - Juanito Navarro
  - Alberto Closas Jr.
  - Alfonso Lussón
  - Luis Varela
  - Verónica Luján
- Cómo están las mujeres (6 de junio de 1996)
  - Pepe Ruiz
  - Iñaki Miramón
  - Loreto Valverde
  - Fedra Lorente
  - Maite Navarrete
  - María Abradelo
  - Carlos Lozano